# Коле Мерулино (Рим)
Коле Мерулино је насеље у Италији у округу Рим, региону Лацио.
Према процени из 2011. у насељу је живело 77 становника. Насеље се налази на надморској висини од 69 м.